# Feliciano Herreros de Tejada

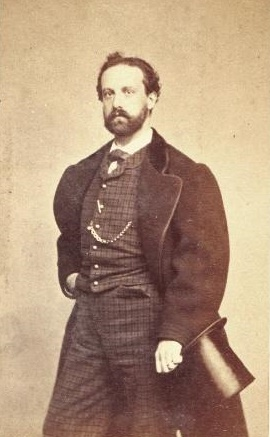
Feliciano Herreros de Tejada, fotografía de J. Laurent. Museo de Historia de Madrid.

Feliciano Herreros de Tejada (Lumbreras de Cameros, 9 de junio de 1829-Madrid, 12 de mayo de 1897) fue un periodista, economista, diplomático y político liberal español, elegido diputado a Cortes constituyentes por el distrito de Lorca (Murcia) en enero de 1869. Más tarde fue senador por las provincias de Granada (1872-1873) —reinado de Amadeo de Saboya—, Puerto Rico (1881-1890) y Badajoz (1893-1895).
Hijo de un notario, inició los estudios de derecho canónico por decisión familiar, pero los abandonó muy pronto para dedicarse al comercio. Realizó estudios de comercio en Madrid. Posteriormente en Toledo fundó un periódico al que llamó El Tajo en el que comenzó a defender sus ideales liberales, que le llevaron a participar en la revolución de 1854. Como periodista colaboró con el diario La Iberia de Pedro Calvo Asensio y con prensa económica de orientación librecambista, como La España Mercantil (1858-1859) y El Fomento (1862). Hizo de La España Mercantil órgano de expresión de la Sociedad libre de economistas para la reforma de los aranceles de las aduanas, de la que fue elegido secretario como convencido librecambista.
Tras el triunfo de la Revolución de 1868 fue designado por solicitud expresa de Prim gobernador civil de Tarragona, cargo del que dimitió al ser elegido diputado, y, al pasar el duque de la Torre a ocupar la regencia y Prim la presidencia del Gobierno, fue llamado a desempeñar la secretaría de la presidencia del Consejo de Ministros.

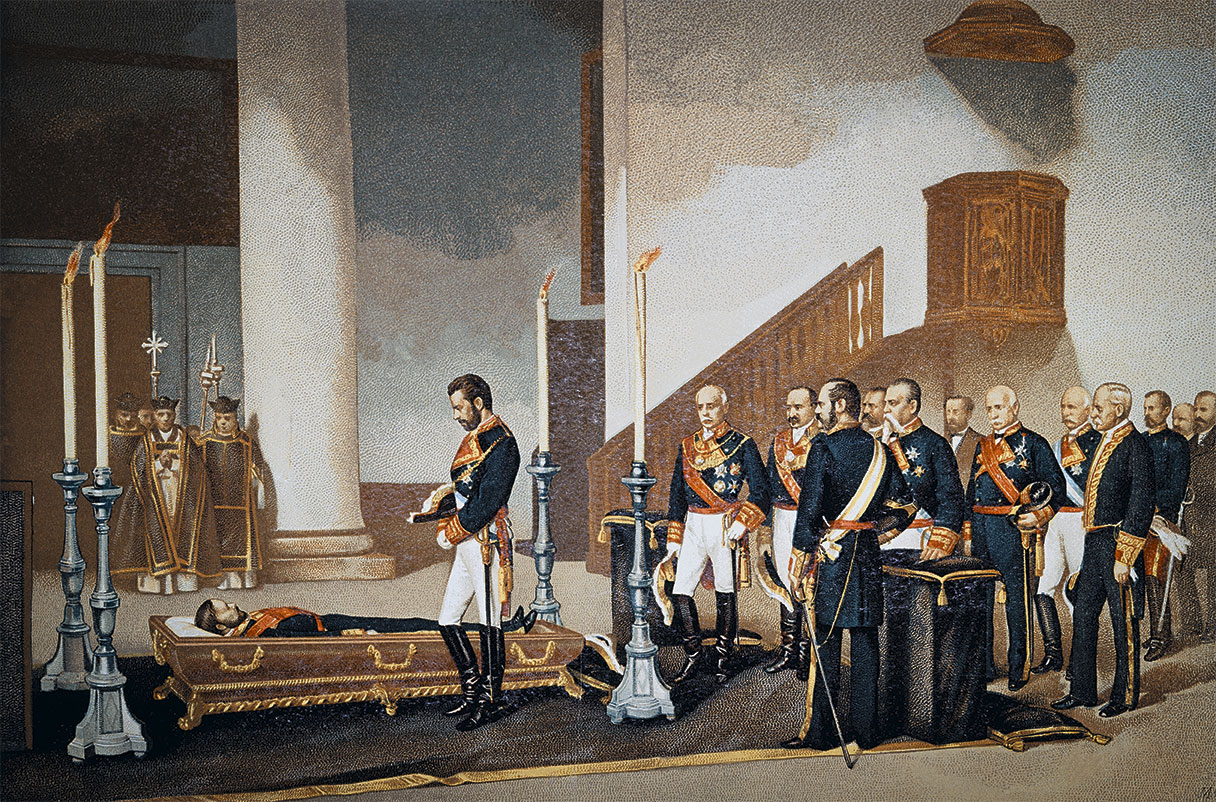
Amadeo I frente al féretro del general Prim, cromolitografía de Manuel Giménez, Museo de Historia de Madrid.

La noche del atentado que costó la vida al conde de Reus subió junto con Práxedes Mateo Sagasta a la berlina del general para acompañarle al ministerio de la Guerra, pero recordando una ocupación urgente abandonaron el coche antes de que se pusiera en marcha. Por su proximidad a Prim fue también uno de los impulsores de la candidatura de Amadeo de Saboya, y será así el único civil retratado en el lienzo de Antonio Gisbert, Amadeo I ante el cadáver del general Prim, cuadro encargado por el propio monarca en 1871 y que perteneció a los duques de Aosta, actualmente en paradero desconocido aunque muy reproducido en litografías y tarjetas postales.
En abril de 1871 fue nombrado por Amadeo de Saboya enviado extraordinario y ministro plenipotenciario de España en México, encargándose de negociar con Ignacio Mariscal, representante del gobierno de Benito Juárez, el restablecimiento de las relaciones diplomáticas. Herreros de Tejada obtuvo del gobierno mexicano lo que constituía el principal motivo de interés para España: el compromiso de mantener una completa neutralidad ante la insurrección cubana, dejando fuera de la negociación, como pedía la representación de México, la cuestión de la deuda exterior que había motivado la ruptura de relaciones en 1861 y la intervención militar de 1862, sentando con la firma del protocolo Mariscal-Herrero de Tejada de julio de 1871 las bases de la reanudación de las relaciones entre ambas naciones.